# 1935년 신주-타이중 지진
1935년 신주-타이중 지진(중국어: 1935年新竹-台中地震)은 1935년 4월 21일 오전 6시 2분경에 발생한 릭터 규모 ML7.1의 지진으로, 지진의 진앙은 현 대만 타이중시에서 북북동쪽으로 약 30 km 떨어진 다안강 중류이다. 이 지진의 진앙이 현대의 먀오리현 싼이향 리위탄댐과 관다오산 일대에 있어 관다오산 지진(關刀山地震)으로도 불린다. 또한 툰쯔향(구 둔짜이향, 현 타이중시 허우리구)와 칭수이가(현 타이중시 칭수이구) 주변 지역이 가장 큰 피해를 입었기 때문에 허우리 대지진(后里大地震), 칭수이 대지진(清水大地震), 툰쯔향 대지진(屯子腳大地震), 둔짜이향 대지진(墩仔腳大地震)으로도 불린다.
이 지진은 대만 거의 전역에서 흔들림이 관측되었으며, 당시 신치쿠주와 다이추주(현 신주현/신주시, 먀오리현, 타이중시 지역)에서 3,276명 사망, 12,053명의 부상자가 발생했으며 완전 붕괴 주택이 17,907채, 부분적으로 붕괴된 주택이 36,781채로 1906년 메이산 지진 이후 대만을 강타한 두 번째 대지진이며 인명 피해 면에서 대만에서 가장 컸던 자연재해이다.
지진 이후 대만총독부는 1935년 4월 29일자 지령 제25호를 통해 "진재복구위원회"를 수립하여 재해 이후 복구작업을 시작했고 신주, 다우향, 신강(청궁진), 기란군에 연이어 지진관측소를 설치해 대만 내에서 지진에 대한 이해와 연구가 늘어났다.

## 지질학적 배경
신주-타이중 지진은 먀오리현에서 타이중시 사이까지 지역에 각각 12 km, 5 km, 14 km 길이로 총 3개의 단층 파열을 만들어냈다. 이를 통해 파괴력이 매우 높았던 진원 깊이가 얕은 지진으로 추정할 수 있다.
지진을 일으킨 주요 단층은 스탄 단층과 툰쯔자오 단층으로 스탄 단층은 신주현 다이코군 스탄장(현 먀오리현 스탄향 주무촌)에서부터 북쪽으로 현 싼완향 다허촌까지 뻗어 있으며 길이는 12 km, 지진 당시 지표면의 최대 수직 이동이 3 m를 기록했던 일종의 역단층이다. 툰쯔자오 단층은 타이중현 도요하라군 네이푸장(현 타이중시 허우리구)에서 시작하여 서남쪽으로 타이중 국제공항까지 이어진 14 km 길이의 단층으로 지진 당시 최대 우수향이 약 1.5 m를 기록했던 우수향 주향이동단층이다.

## 여진
본진 발생 이후 30일간 총 180차례의 여진이 발생했으며 이 중 65차례가 유감지진이다.

## 지진 피해
신주-타이중 지진으로 피해를 입은 지역의 면적은 315 km2으로 당시 신치쿠주와 다이추주에 집중적으로 피해가 발생했다. 가장 큰 피해를 입은 지역은 신치쿠주의 지쿠토군, 지쿠난군, 뵤리쓰군, 다이코군과 다이추주의 도세이군, 도요하라군, 다이코군이다. 이 중 도요하라군의 나이호장, 가미오카장과 다이코군의 기요미즈가, 신치쿠주 도라장, 고칸장과 지쿠난군 난장, 산완장이 가장 큰 피해를 입었다. 지진학자들은 신치쿠주(당시 행정구는 모, 지쿠, 뵤리 3개현/시 포함)의 전체 붕괴 주택 수는 다이추주(당시 행정구는 추, 쇼, 토 3개현/시 포함)의 2배에 달했으나 사망자수는 다이추주의 3/4 정도에 그쳤다고 분석했다. 대표적인 이유로는 지진이 일요일 아침 6시경에 발생했는데 신추주의 주요 피해 지역은 주로 농업에 종사하는 하카계 다수 거주 지역으로 일찍 자고 일찍 일어나는 생활습관이 있어 지진 발생 당시 대부분의 사람들이 논밭에서 일하고 있었고, 반면 다이추주의 주요 피해 지역은 대부분 상업에 종사하고 사교적인 푸라오계로 늦게 자고 늦게 일어나는 습관이 있어 지진 발생 당시 대부분이 잠자고 있는 상황이라 피해가 더 컸다고 분석했다. 지진은 타이중시 현 허우리구에서 가장 심했다.
아래는 각 지역별 피해 도표이다.
| 주       | 군/시      | 사망자수 | 부상자수 | 완전 붕괴 주택 | 일부 붕괴 주택 | 대파 주택 | 소파 주택 |
| -------- | ---------- | -------- | -------- | -------------- | -------------- | --------- | --------- |
| 신치쿠주 | 신치쿠시   | 4        | 19       | 85             | 136            | 148       | 529       |
| 신치쿠주 | 신치쿠군   | -        | 5        | 29             | 49             | 34        | 117       |
| 신치쿠주 | 주레키군   | -        | 3        | -              | -              | -         | -         |
| 신치쿠주 | 지쿠토군   | 14       | 150      | 1,468          | 988            | 686       | 1,191     |
| 신치쿠주 | 지쿠난군   | 328      | 1,208    | 3,587          | 2,355          | 1,622     | 2,449     |
| 신치쿠주 | 뵤리쓰군   | 794      | 2,555    | 5,388          | 2,541          | 2,010     | 3,252     |
| 신치쿠주 | 다이고군   | 229      | 656      | 1,756          | 825            | 546       | 584       |
| 신치쿠주 | 소계       | 1,369    | 4,596    | 12,313         | 6,897          | 5,047     | 8,125     |
| 다이추주 | 쇼카시     | 2        | 4        | 9              | 34             | 67        | 130       |
| 다이추주 | 다이톤군   | -        | 2        | 1              | 4              | 1         | 6         |
| 다이추주 | 도세이군   | 28       | 250      | 427            | 486            | 347       | 2,423     |
| 다이추주 | 도요하라군 | 1,494    | 5,913    | 2,743          | 737            | 2,339     | 2,199     |
| 다이추주 | 다이코군   | 386      | 1,206    | 2,330          | 3,070          | 1,597     | 2,303     |
| 다이추주 | 쇼카군     | -        | 5        | 12             | 16             | 31        | 42        |
| 다이추주 | 소계       | 1,910    | 7,380    | 5,522          | 4,347          | 4,382     | 7,103     |
| 총 합    | 총 합      | 3,279    | 11,976   | 17,835         | 11,244         | 9,429     | 15,228    |

### 사상자
이 지진으로 3,276명이 사망했고, 11,976명이 부상을 입어 총 15,228명의 사상자가 발생했다. 사망자 중 일본인이 8명, 중국인이 17명이며 나머지는 모두 대만 사람이다.

### 건물 피해
지진 후 가옥 피해 통계에 따르면 지진으로 완전 붕괴된 가옥은 17,927채, 반파된 가옥은 11,446채, 큰 피해를 입은 가옥은 9,836채, 약간 피해를 입은 가옥은 15,583채로 총 54,792채의 가옥 피해가 발생했다. 비주거용 건물의 경우 6,893채의 피해가 발생했다. 학교와 사찰, 회사 등 공공기관 건물은 총 153채가 완전 붕괴되었고 64채가 반 붕괴되었다. 이 중 학교는 총 25채가 완전 붕괴되었으며 10채가 반 붕괴되는 피해를 입었다.

## 같이 보기
- 921 대지진
- 대만의 지진 목록
- 국가소년

## 참고 문헌
- 《苗栗縣志》
- 臺灣總督府編，《昭和十年臺灣震災誌》，臺北市，南天書局復刻本，1999年。
- 森宣雄、吳瑞雲著，《臺灣大地震－1935年中部大震災紀實》，臺北市，遠流出版，1996年。
- 臺中州編，《昭和十年臺中州震災誌》，臺中州，1936年。